# Chen Reiss

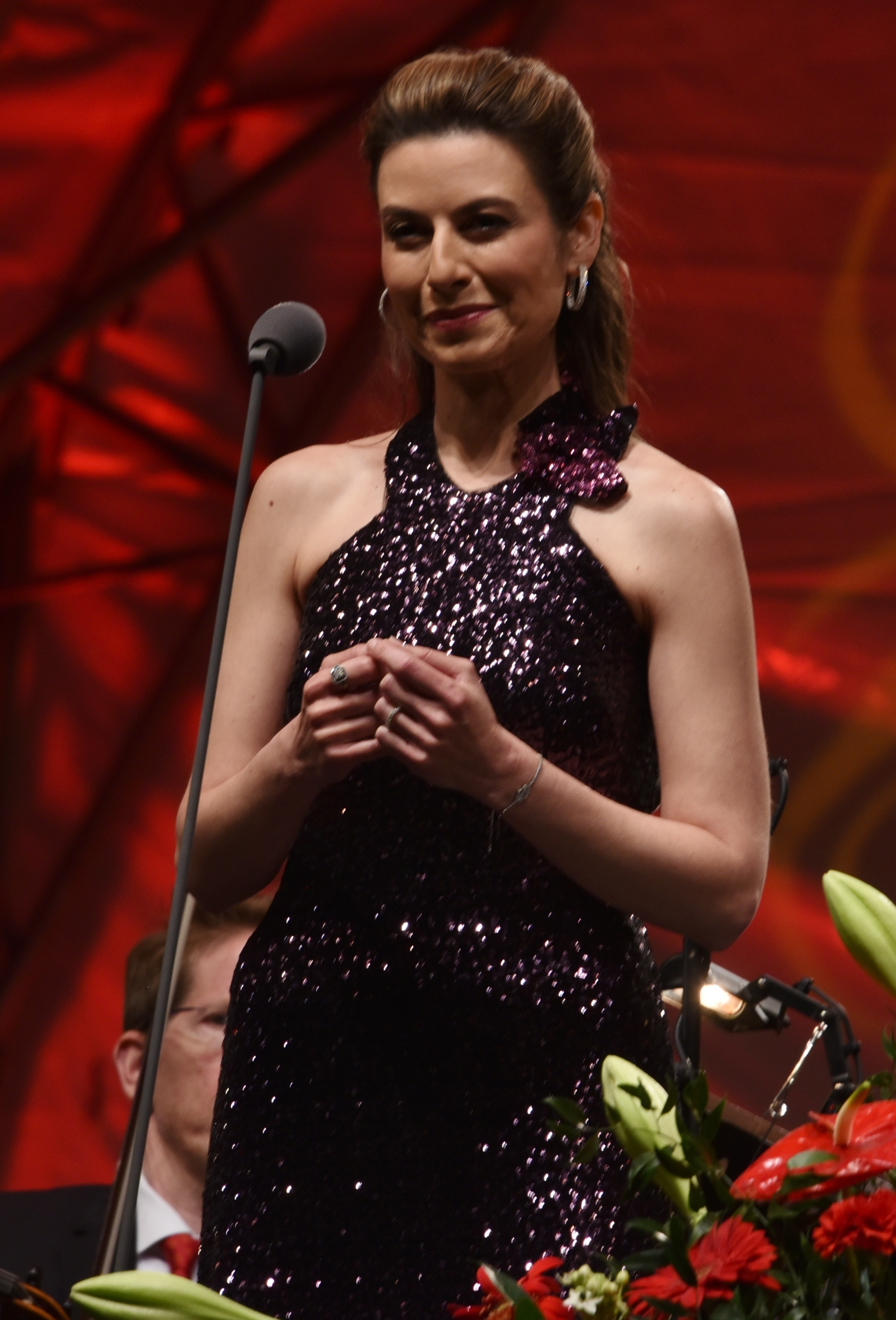
Chen Reiss,
Fest der Freude 2022

Chen Reiss (חן רייס, geboren 1979 in Herzlia) ist eine israelische Opernsängerin (Sopran).

## Leben
Mit fünf Jahren begann sie mit dem Klavierspiel und mit sieben mit Ballettstunden. Im Alter von 14 Jahren wurde sie in die Thelma Yellin High School of the Arts aufgenommen, an der sie Gesangsunterricht erhielt. Zwei Jahre später wurde ihr das Sopransolo in einem Chorwerk Mozarts anvertraut. Während des Konzerts im Tel Aviv Museum of Art wurde ihr klar, dass sie Sängerin werden wollte. Danach verrichtete sie ihren Wehrdienst – als Solistin des Orchesters der israelischen Streitkräfte. Es folgte eine Rolle in Master Class, einem Theaterstück über Leben und Wirken von Maria Callas, am Habima Nationaltheater. Danach setzte Chen Reiss ihre Ausbildung in New York fort. 2002 debütierte sie an der Bayerischen Staatsoper und sang im November des Jahres in Carnegie Hall in Gustav Mahlers 8. Sinfonie. Sie wurde an die Wiener Staatsoper engagiert und singt seitdem an vielen internationalen Opernhäusern und Konzerthäusern, wie etwa dem Royal Opera House Covent Garden (2018 als Zerlina in Mozarts Don Giovanni), dem Théâtre des Champs-Élysées, dem Teatro alla Scala, der Israeli Opera und beim Maggio Musicale Fiorentino, außerdem bei den BBC Proms in London und dem Lucerne Festival.
2006 war sie zusammen mit den Berliner Philharmonikern unter Simon Rattle am Soundtrack für den Film Das Parfum – Die Geschichte eines Mörders von Tom Tykwer beteiligt. Eine CD mit Liedern und Arien produzierte sie 2009 mit dem WDR Rundfunkorchester Köln. An Heiligabend 2014 sang Chen Reiss in der Mitternachtsmesse auf Wunsch von Papst Franziskus das „Et incarnatus est“ aus Mozarts Großer Messe in c-Moll zusammen mit dem Orchestra dell’Accademia Nazionale di Santa Cecilia unter Manfred Honeck. 2016 trat sie zusammen mit den Wiener Philharmonikern unter Zubin Mehta im Rahmen der Gala zum 30-jährigen Bestehen der Suntory Hall in Tokio auf. Im Oktober 2020 sang sie am Teatro dell’Opera in Rom die Titelpartie in Mozarts Fragment gebliebener Oper Zaide, es dirigierte Daniele Gatti. Als Erzähler führte durch die Oper der Schauspieler Remo Girone.
Die Sängerin zählt zu den gefragten Interpreten der Lieder von Richard Strauss. Beispielsweise interpretierte sie 2021 in A Coruña die Vier Letzten Lieder unter Leitung von Carlo Rizzi und 2022 im Wiener Konzerthaus sechs Orchesterlieder des Komponisten unter Leitung von Lahav Shani, darunter Wiegenlied, Ich wollt ein Sträußlein binden und Morgen. Am 8. Mai 2022 trat sie beim Fest der Freude am Wiener Heldenplatz solistisch auf – mit dem Richard-Strauss-Lied Morgen, Sergei Rachmaninows Vokalise und Ludwig van Beethovens Ode an die Freude.